# Wąwóz Świętej Królowej Jadwigi w Sandomierzu

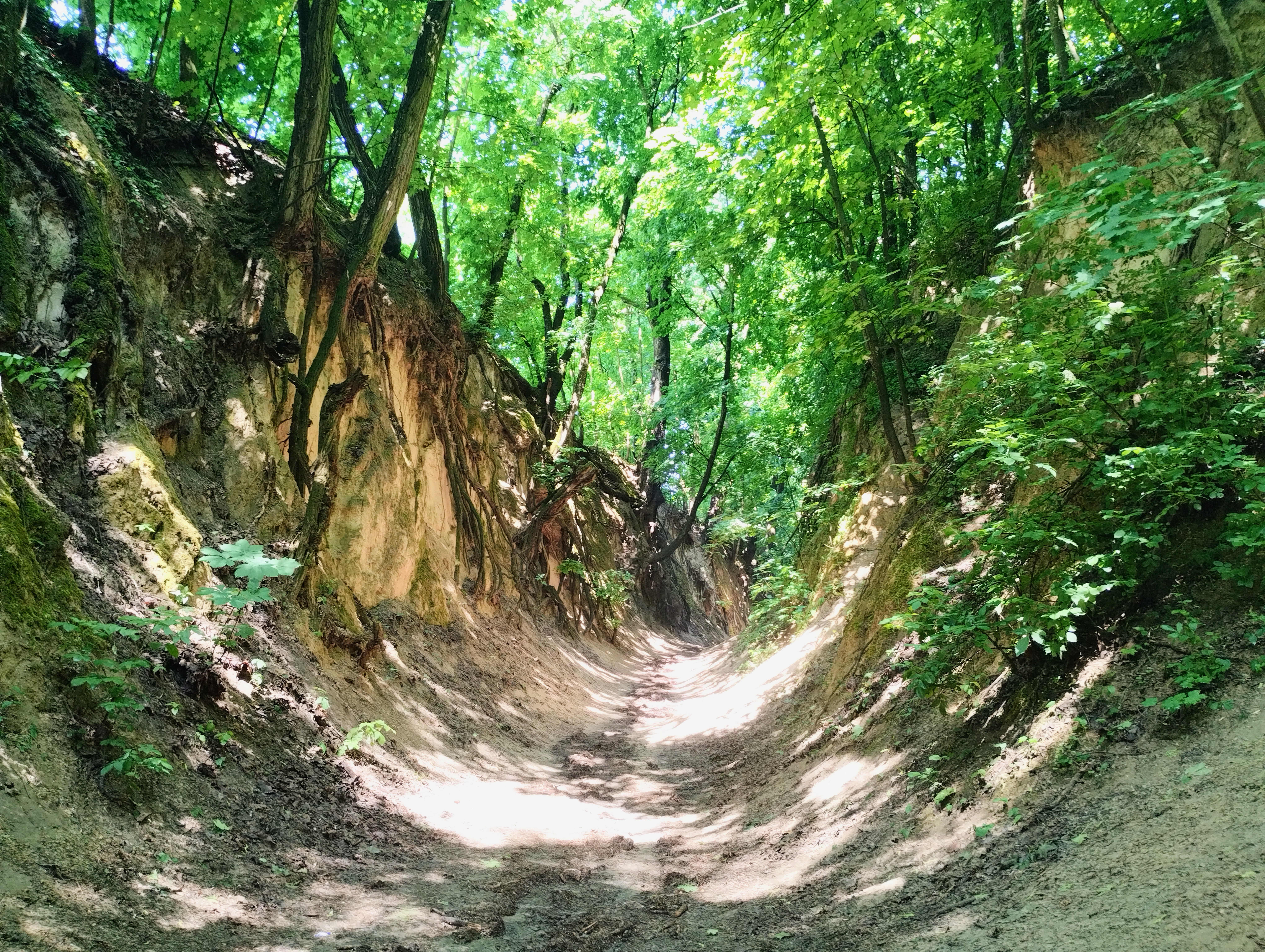
Widok na wąwóz w 2024 r.

Wąwóz Świętej Królowej Jadwigi w Sandomierzu – około półkilometrowy wąwóz lessowy położony w południowo-zachodniej części miasta między ulicami Staromiejską a Królowej Jadwigi (kilkanaście metrów od ul. Królowej Jadwigi krzyżuje się z ul. Krakowską). Maksymalna wysokość u jego wylotu wynosi ponad 10 m. W bezpośrednim sąsiedztwie wąwozu przebiega Małopolska Droga św. Jakuba. Tuż obok wąwozu na Wzgórzu Świętopawłowym znajduje się kościół Nawrócenia św. Pawła Apostoła. Według legendy miejsce to często odwiedzane było przez królową Jadwigę, która była częstym gościem pobliskiego kościoła św. Jakuba, stąd też wąwóz ten nazwano jej imieniem.
Wśród drzew dominują drzewa liściaste, w tym lipy, klony, wiązy, akacje, a czarny bez jest najpospolitszy wśród krzewów.

## Pomnik historii

Logo „Pomnik Historii”

22 listopada 2017 r. decyzją Prezydenta RP Andrzeja Dudy na wniosek Ministra Kultury i Dziedzictwa Narodowego Piotra Glińskiego, po uzyskaniu opinii Rady Ochrony Zabytków, wpisano sandomierski historyczny zespół architektoniczno-krajobrazowy na listę pomników historii, przyznawany zabytkom nieruchomym o szczególnej wartości historycznej, naukowej i artystycznej, utrwalonym w powszechnej świadomości i mającym duże znaczenie dla dziedzictwa kulturalnego Polski. Obszar tego pomnika obejmuje zabytki sandomierskiej starówki, w tym między innymi bazylikę katedralną, sandomierskie kościoły pw. Nawrócenia świętego Pawła, pw. św. Jakuba, pw. św. Michała, pw. św. Józefa, pw. Ducha Świętego, Dom Długosza, średniowieczny układ urbanistyczny miasta, Bramę Opatowską, ratusz, Collegium Gostomianum, Wąwóz Królowej Jadwigi i Wąwóz Piszczele.